# Hauāuru Māori
Hauāuru Māori («maoríes de Hauāuru») es un grupo de iwis («tribus») maoríes que habitan en la parte occidental de la Isla Norte de Nueva Zelanda. Incluye los iwi de Te Āti Haunui-un-Pāpārangi y su afiliado iwi de Ngāti Hau. También incluye los iwi de Ngāti Tama, Ngāti Mutunga, Te Āti Awa, Taranaki, Ngāti Maru, Ngāruahine, Ngāti Ruanui, Ngā Rauru, Te Korowai o Wainuiārua, Ngāti Rangi, Ngāti Apa y Ngāti Hauiti.
Los iwi Ngāti Tama y Te Āti Awa, también tener tierras tribales (rohe) en la Isla Sur.